# 沙漠林业实验中心农场
沙漠林业实验中心农场，是中国内蒙古自治区巴彦淖尔市磴口县下辖的一个乡镇级行政单位。

## 行政区划
沙漠林业实验中心农场共辖以下地区：
一实验场村、二实验场村、三实验场村、四实验场村。